# Silvia Otto
Silvia Otto (* 3. Juli 1931; † 13. Mai 2009) war eine deutsche Basketballschiedsrichterin.
Sie war die erste Frau, die ein Spiel in der Basketball-Bundesliga der Herren pfiff. Nach ihrem altersbedingten Ausscheiden als Schiedsrichterin mit 50 Jahren 1982 war sie bis 1995 noch als Technische Kommissarin bei Bundesligaspielen aktiv.
Die nur 1,63 m große Otto war als Spielerin zwischen 1948 und 1959 beim ATV 1877 Düsseldorf aktiv und errang man mit diesem Verein zehn westdeutsche Meisterschaften. Seit 1974 war sie in den höchsten deutschen Spielklassen als Schiedsrichterin tätig und galt als eine der beliebtesten Referees in der Bundesliga. Von 1990 bis 2006 war sie Präsidenten der Frauenkommission im DBB. 2006 wurde Silvia Otto für ihre Verdienste um den Basketballsport in Deutschland mit der Goldenen Ehrennadel des DBB geehrt. Im gleichen Jahr gab es mit der ehemaligen Nationalspielerin Petra Kremer eine Nachfolgerin als Schiedsrichterin in der Bundesliga der Herren.
Otto war seit 1958 verheiratet und hatte vier Kinder; ihr Sohn Martin war zwischen 1988 und 1996 als Spieler für den Godesberger TV, Galatasaray Köln und TV Rhöndorf selbst in den beiden höchsten deutschen Spielklassen aktiv. Nach seinem Karriereende wegen Knieproblemen wurde er noch mehrfacher deutscher Meister und Pokalsieger mit dem ASV Bonn im Rollstuhlbasketball.